# Мирвад Курић
Мирвад Курић (Сарајево, 17. август 1972) босанскохерцеговачки је глумац. Курић је заступник Савеза за бољу будућност БиХ (SBB) и министар културе и спорта у Сарајеву. Познат је и под надимком Риле, који је добио глумећи у серији Виза за будућност.

## Биографија
Мирвад Курић је рођен 17. августа 1972. у Сарајеву. Завршио је основну музичку школу , а затим је уписао Средњу војну музичку школу коју је завршио у Београду и Сарајеву. 1989. године одлази у Приштину у службу у ЈНА и тамо 1990. године уписује Војну музичку академију на којој је завршено две године. 1992. године је уписао глуму на Факултету драмских умјетности у Приштини, коју је и завршио 1999. године. Током студирања је глумио у бројним представама Народног позоришта у Приштини. Након повратка у Сарајево глумио је у представи Shopping and Fucking. 2002. је остварио прву велику телевизијску улогу у серији Виза за будућност у којој је утјеловио лик Рилета Половине. По том лику је остао упамћен и након те улоге каријера му је почела изузетно напредовати. Након те серије глумио је у бројним домаћим серијама и филмовима попут Црна хроника, Луд, збуњен, нормалан, Криза, Тата и зетови и Мртве рибе. Такође је глумио у бројним представама као што су Легенда о Али-паши и Ожалошћена породица. 2009. године Фахрудин Радончић основао је политичку странку СББ, а недуго затим Курић јој се придружио и тада започиње своју политичку каријеру. Од 2018. до 2020. је био министар културе и спорта у влади Кантона Сарајево.

## Филмографија
| Год.          | Назив                       | Улога                 |
| ------------- | --------------------------- | --------------------- |
| 2000.-е       |                             |                       |
| 2002.         | Oltre il confine            | Четник                |
| 2002. - 2008. | Виза за будућност           | Рифат "Риле" Половина |
| 2003          | Римејк                      | Заробљеник Салко      |
| 2003.         | Заборављена половица        | Гост                  |
| 2004. - 2007. | Црна хроника                | Ариф                  |
| 2006.         | Нафака                      | Матан                 |
| 2006. - 2007. | Тата и зетови               | Махмут                |
| 2008. - 2016. | Луд, збуњен, нормалан       | Мариофил Шесто        |
| 2008.         | Убице (кратки филм)         |                       |
| 2009.         | Заувијек млад               | Организатор           |
| 2010.-е       |                             |                       |
| 2010.         | На путу                     | Салко                 |
| 2010.         | Јасмина                     | Ахмед                 |
| 2010.         | Уназад (кратки филм)        |                       |
| 2010.         | Севдах за Карима            | Мирза                 |
| 2011. - 2012. | Фолиранти (ТВ серија)       | Рици                  |
| 2013. - 2014. | Криза                       | Недо Јеремић Јеремија |
| 2015.         | Наша свакодневна прича      | Етко                  |
| 2015.         | Сабина К.                   | Амир                  |
| 2017.         | Мртве рибе (филм)           | Борис                 |
| 2018.         | Чистоћа (кратки филм)       |                       |
| 2016. - 2018. | Добродошли у Orient Express | Судо                  |

## Награде
- Награда за најбољу глумачку креацију у представи Птичице на фестивалу Мостарска лиска 2004. године
- Награда за најбољег глумца за улогу Госта у представи То на Фестивалу босанскохерцеговачке драме Зеница 2005. године